# Trosa (Gemeinde)
Koordinaten: 58° 54′ N, 17° 33′ O

Trosa ist eine Gemeinde (schwedisch kommun) in der schwedischen Provinz Södermanlands län und der historischen Provinz Södermanland. Der Hauptort der Gemeinde ist Trosa.

## Geographie
Der Fluss Trosaån fließt durch die Gemeinde und mündet in Trosa in die Ostsee.

## Geschichte
In der Gemeinde gibt es viele historische Zeugnisse, meistens in Form von Runensteinen. Ebenfalls bekannt geworden ist ein Goldschatz aus der Eisenzeit, (400 bis 550 n. Chr.) Er wurde 1774 in Tunaby ausgegraben und wog 12 kg. Heute kann er im Historischen Museum in Stockholm besichtigt werden.
Die Gemeinde Trosa wurde am 1. Januar 1992 aus der Gemeinde Nyköping ausgegliedert.

## Kurioses
Der Spitzname, aber auch der offizielle Leitspruch der Gemeinde, lautet Världens ände (Ende der Welt). Dessen Ursprung ist jedoch nicht eindeutig geklärt.